# Carlo Cicuttini
Carlo Cicuttini (San Giovanni al Natisone, 1947 – Palmanova, 24 de febrero de 2010) fue un miembro de la agrupación neo-fascista italiana Ordine Nuovo. 
Fue condenado in absentia en 1987 por su participación en un atentado terrorista en la localidad italiana de Peteano (en el municipio de Sagrado, provincia de Gorizia) en 1972, durante los "años de plomo". Dirigente de la sección de San Giovanni al Natisone del Movimiento Social Italiano (MSI), fue encontrado culpable de haber hecho una llamada anónima a la comisaría de carabinieri local, declarando que un Fiat 500 con varios agujeros de bala había sido encontrado abandonado. Cuatro carabinieri acudieron y mientras inspeccionaban el vehículo, explotó. Tres de ellos murieron y uno resultó gravemente herido. Vincenzo Vinciguerra, un miembro del neo-fascista Avanguardia Nazionale, fue más tarde condenado como culpable de colocar la bomba.
Miembros del ejército italiano ayudaron a Cicuttini a escapar a España, donde se casó y vivió durante dos décadas, adquiriendo además la nacionalidad española. Fue finalmente capturado en un viaje empresarial a Francia, y extraditado a Italia. Previamente había sido arrestado por la policía española en 1985. Como en mayo de 1984 consiguió la nacionalidad española tras su boda con María del Mar Fontanals Armengol, hija de un general español. La Audiencia Nacional denegó su extradición a Italia en 1982 y 1985, argumentando que por su nacionalidad española los delitos estaban cubiertos por la amnistía de octubre de 1977. Cicuttini presuntamente tuvo lazos con el grupo Guerrilleros de Cristo Rey y los Grupos Antiterroristas de Liberación.
El periódico italiano Il Messaggero publicó en marzo de 1984 que neofascistas italianos habían participado en la matanza de Atocha de 1977, tesis que fue respaldada en 1990, cuando un informe oficial italiano relató que Carlo Cicuttini, próximo a la organización Gladio (una red clandestina anticomunista dirigida por la CIA), había participado en la matanza.
Cicuttini murió de cáncer el 24 de febrero de 2010 en un hospital de Palmanova.